# Derby zachodniego Londynu w piłce nożnej
Derby zachodniego Londynu (ang. West London derby) – spotkania pomiędzy zespołami Brentford, Chelsea, Fulham i Queens Park Rangers. Nazwa pochodzi od części Londynu, w którym swoje siedziby mają owe kluby. 
Derby zachodniego Londynu są mniej znane od innych spotkań derbowych w Anglii, ponieważ często poszczególne zespoły grały w różnych ligach. Chelsea nie spotkała się z Fulham pomiędzy 1986 a 2001 rokiem i nie grała z Brentford w latach 1950-2021. QPR nie spotkało się z Brentford pomiędzy 1966 a 2001 rokiem. To uczyniło, iż najczęstszymi spotkaniami derbowymi zachodniego Londynu są mecze pomiędzy Chelsea i Fulham (76 meczów) oraz Brentford i QPR (65 meczów).

## Statystyki

### Brentford vs Chelsea
|               | Wygrane Brentford | Remisy | Wygrane Chelsea | Gole Brentford | Gole Chelsea |
| ------------- | ----------------- | ------ | --------------- | -------------- | ------------ |
| Liga          | 7                 | 4      | 7               | 24             | 20           |
| Puchar Anglii | 0                 | 1      | 3               | 2              | 11           |
| Puchar Ligi   | 0                 | 0      | 1               | 0              | 2            |
| Suma          | 7                 | 5      | 11              | 26             | 33           |

Aktualne na dzień 5 kwietnia 2025.

Ostatnie dwa mecze
| Stadion                     | Data            | Rozgrywki      | Brentford | Chelsea |
| --------------------------- | --------------- | -------------- | --------- | ------- |
| Stamford Bridge             | 15 grudnia 2024 | Premier League | 1         | 2       |
| Brentford Community Stadium | 5 kwietnia 2025 | Premier League | 0         | 0       |

### Brentford vs Fulham
|                        | Wygrane Brentford | Remisy | Wygrane Fulham | Gole Brentford | Gole Fulham |
| ---------------------- | ----------------- | ------ | -------------- | -------------- | ----------- |
| Liga                   | 14                | 14     | 18             | 65             | 65          |
| Puchar Anglii          | 1                 | 0      | 1              | 3              | 2           |
| Puchar Ligi            | 3                 | 1      | 1              | 7              | 3           |
| Football League Trophy | 1                 | 1      | 1              | 2              | 3           |
| Suma                   | 20                | 117    | 21             | 81             | 75          |

Ostatnie dwa mecze
| Stadion        | Data             | Rozgrywki    | Brentford | Fulham |
| -------------- | ---------------- | ------------ | --------- | ------ |
| Craven Cottage | 14 kwietnia 2018 | Championship | 1         | 1      |
| Griffin Park   | 2 grudnia 2017   | Championship | 3         | 1      |

### Brentford vs QPR
|               | Wygrane Brentford | Remisy | Wygrane QPR | Gole Brentford | Gole QPR |
| ------------- | ----------------- | ------ | ----------- | -------------- | -------- |
| Liga          | 21                | 23     | 22          | 91             | 90       |
| Puchar Anglii | 2                 | 1      | 0           | 6              | 2        |
| Puchar Ligi   | 1                 | 0      | 0           | 4              | 1        |
| Suma          | 25                | 24     | 22          | 103            | 94       |

Ostatnie dwa mecze
| Stadion      | Data              | Rozgrywki    | Brentford | QPR |
| ------------ | ----------------- | ------------ | --------- | --- |
| Griffin Park | 21 kwietnia 2018  | Championship | 2         | 1   |
| Loftus Road  | 27 listopada 2017 | Championship | 2         | 2   |

### Chelsea vs Fulham
|               | Wygrane Chelsea | Remisy | Wygrane Fulham | Gole Chelsea | Gole Fulham |
| ------------- | --------------- | ------ | -------------- | ------------ | ----------- |
| Liga          | 41              | 22     | 7              | 119          | 61          |
| Puchar Anglii | 2               | 2      | 2              | 7            | 7           |
| Puchar Ligi   | 2               | 2      | 0              | 4            | 2           |
| Suma          | 45              | 26     | 9              | 130          | 70          |

Ostatnie dwa mecze
| Stadion         | Data             | Rozgrywki      | Chelsea | Fulham |
| --------------- | ---------------- | -------------- | ------- | ------ |
| Craven Cottage  | 1 marca 2014     | Premier League | 3       | 1      |
| Stamford Bridge | 21 września 2013 | Premier League | 2       | 0      |

### Chelsea vs QPR
|               | Wygrane Chelsea | Remisy | Wygrane QPR | Gole Chelsea | Gole QPR |
| ------------- | --------------- | ------ | ----------- | ------------ | -------- |
| Liga          | 17              | 16     | 13          | 62           | 57       |
| Puchar Anglii | 4               | 1      | 1           | 7            | 4        |
| Puchar Ligi   | 1               | 1      | 1           | 2            | 3        |
| Suma          | 22              | 18     | 15          | 71           | 64       |

Ostatnie dwa mecze
| Stadion         | Data             | Rozgrywki      | Chelsea | QPR |
| --------------- | ---------------- | -------------- | ------- | --- |
| Loftus Road     | 12 kwietnia 2015 | Premier League | 1       | 0   |
| Stamford Bridge | 1 listopada 2014 | Premier League | 2       | 1   |

### Fulham vs QPR
|               | Wygrane Fulham | Remisy | Wygrane QPR | Gole Fulham | Gole QPR |
| ------------- | -------------- | ------ | ----------- | ----------- | -------- |
| Liga          | 13             | 4      | 13          | 48          | 35       |
| Puchar Anglii | 3              | 1      | 0           | 6           | 2        |
| Puchar Ligi   | 1              | 0      | 0           | 2           | 0        |
| Suma          | 17             | 6      | 13          | 58          | 39       |

Ostatnie dwa mecze
| Stadion        | Data             | Rozgrywki    | Fulham | QPR |
| -------------- | ---------------- | ------------ | ------ | --- |
| Craven Cottage | 17 marca 2018    | Championship | 2      | 2   |
| Loftus Road    | 29 września 2017 | Championship | 2      | 1   |